# Ludvig von Mühlenfels
Karl Gustaf Otto Ludvig von Mühlenfels, född 31 mars 1918 i Lund, död 11 september 2008 i Slottsstadens församling, Malmö, var en svensk väg- och vattenbyggnadsingenjör och industriman.
Efter studentexamen i Västerås 1936 utexaminerades von Mühlenfels 1943 från Chalmers tekniska högskola i Göteborg. Han anställdes samma år vid AB Skånska cementgjuteriet, blev fabrikschef vid dess dotterbolag AB Tryckrör 1948, var verkställande direktör för sistnämnda bolag (som efterträdare till Nils Kjellström) och The Sentab Pressure Pipe Consortium från 1956 samt Åstorps Bruk AB från 1965 (styrelseledamot 1964). Han var suppleant i Byggnadsämnesförbundet (från 1959) och kapten i Väg- och vattenbyggnadskåren (VVK).